# 王紳 (嘉靖進士)
王紳（1487年—？），字子書，號對川，直隸河間府滄州人，軍籍，明朝政治人物。

## 生平
嘉靖元年（1522年）壬午科順天府鄉試第七十一名舉人。嘉靖八年（1529年）中式己丑科會試第三百九名，登第三甲第三十七名進士。授知县，十二年九月选授福建道試御史，十三年五月實授，十五年巡按陕西，丁憂歸。复除原职，二十年巡按浙江，二十一年掌河南道印，主京察，二十八年七月升光禄寺少卿，三十年十月升顺天府府丞，三十一年五月升都察院右佥都御史、清理淮浙等处盐法，三十二年四月盐法屯牧营田都御史等官职被裁革，王绅、王达、王玑俱回籍听候。

## 家族
曾祖王惟德，曾任縣主簿；祖父王吉；父王國寧，母駱氏。具庆下。兄王縉。弟王績、王紌、王绪。